# Damjanovo
Damjanovo (bulgariska: Дамяново) är ett distrikt i Bulgarien.   Det ligger i kommunen Obsjtina Sevlievo och regionen Gabrovo, i den centrala delen av landet, 130 km öster om huvudstaden Sofia.
Trakten runt Damjanovo består till största delen av jordbruksmark. Runt Damjanovo är det ganska glesbefolkat, med 36 invånare per kvadratkilometer.